# Казаков, Евгений Петрович
Казаков Евгений Петрович (род. 22 октября 1934, Бутурлино (ранее д. Кетарша), Горьковский край, РСФСР, СССР) — археолог, историк, доктор исторических наук, специалист по первобытной и средневековой археологии Волго-Уральского региона. Старший научный сотрудник отдела средневековой археологии Института археологии им. А.Х. Халикова АН РТ. 
Окончил Казанский государственный университет им. В.И. Ульянова-Ленина в 1963 г. В течение трех лет проходил аспирантуру в отделе археологии и этнографии Института языка, литературы и истории (ИЯЛИ) КФАН СССР.  С 1967 г. м.н.с., с.н.с., в.н.с. ИЯЛИ им.  Г. Ибрагимова КФАН СССР. В 1996 г., в связи с реорганизацией Института языка, литературы и истории им. Г. Ибрагимова АН Республики Татарстан, он был переведён в Институт истории им. Ш. Марджани АН РТ. В 2014 г. становится главным научным сотрудником новообразованного Института археологии им. А.Х. Халикова АН РТ.

## Диссертации
В 1972 г., Е.П. Казаков защитил кандидатскую диссертацию на тему «Танкеевский могильник (к вопросу об этнокультурных компонентах ранней Волжской Болгарии)». 
В 1994 г., в Московском государственном университете - докторскую диссертацию на тему «Культура ранней Волжской Болгарии (этапы этнокультурной истории)».

## Трудовая деятельность
С 1977 г. участвовал в различных археологических экспедициях в Среднем Поволжье, вел археологические раскопки средневековых памятников (Билярское и Золотаревское городища, Большетиганский и Армиевский могильники, охранные работы по программе Казаньметро в Казани и т.д. 
Общественную значимость имели исследования состояния памятников археологии РТ, проводившиеся при его участии и под его руководством в 1988-1993 гг. в зоне воздействия Куйбышевского и Нижнекамского водохранилищ, а также на памятниках Приказанья и Предволжья (Богдашкинское и Камаевское городища, Старокуйбышевский комплекс памятников и т.д.). 
Является одним из ведущих специалистов по междисциплинарному изучению этногенеза и этнической истории татарского народа и его предков, изучения военной археологии и военной истории средневековых государств Евразии.
Е.П. Казаков является одним из авторов, составителей и редакторов 6-томной «Археологии Татарстана». Более 10 лет являлся Председателем Совета по защите докторских и кандидатских диссертаций Института истории им. Ш. Марджани АН РТ. Член Ученого совета Института археологии им. А.Х. Халикова АН РТ, редакционной коллегии журнала «Поволжская археология», Совета по защите докторских и кандидатских диссертаций К(П)ФУ.

## Научные интересы
Средневековая археология и история, эпохи великого переселения народов и тюркских каганатов в Волго-Уральском регионе

## Звания, награды
- Государственная премия Республики Татарстан в области науки и техники (1994 г.);
- Почётное звание «Заслуженный деятель науки Республики Татарстан» (1999 г.);
- Медаль «В память 1000-летия Казани» (2005 г.);
- Нагрудный знак «За достижения в культуре» МК РТ (2010 г.);
- Медаль Республики Татарстан «За доблестный труд» (2019 г.).

## Основные научные труды и публикации
Подготовил, утверждённые Отделом полевых исследований Института археологии РАН, свыше 60 отчётов объёмом более 250 а.л. Им опубликовано около 500 трудов как в отечественных изданиях, так и за рубежом - в Болгарии, Венгрии, Финляндии и США, в том числе 11 монографий. Последние, как правило, подготовлены на новом материале, полученном самим автором и освещающие важные этапы истории народов Урало-Поволжья.

### Основные монографии
1. Археологически памятники у с. Рождествено. - Казань: Изд. – во КГУ, 1962. - 128 с. (соавторы Генинг В.Ф., Стоянов В.Е. и др.).;
2. Ред. и сост.: Археологические памятники Нижнего Прикамья. - Казань, 1984, - 125 с. (совместно с Халиковым А.Х., Хлебниковой Т.А.);
3. Археологические памятники Татарской АССР. - Казань, 1987. - 240 с. (соавторы Старостин П.Н., Халиков А.Х.);
4. Ред. и сост.: Ранние болгары в Восточной Европе. - Казань, - 1989. - 135 с. (совместно с Халиковым А.Х., Хузиным Ф.Ш.);
5. Ред. и сост.: Ранние болгары и финно-угры в Восточной Европе. - Казань, 1990. - 144 с.;
6. Булгарское село X-XIII веков низовий Камы. - Казань, 1991. - 176 с.;
7. Культура ранней Волжской Болгарии. - М.: Наука, 1992. - 335 с.;
8. Ред. и сост.: Археологические памятники зоны водохранилищ Волго-Камского каскада. - Казань, 1992. - 144 с. (совместно со Старостиным П.Н., Галимовой М.Ш.);
9. К истории Волжско-Камских булгар. Наб. Челны, 1997. - 3,5 печ. л. (соавтор Дубровский А.Г.);
10. Очерки древней истории Восточного Закамья. - Альметьевск, 1999. -7,5 печ. л. (соавтор Рафикова З.С.);
11. Волжские болгары, угры и финны в IX-XIV вв.: проблемы взаимодействия. - Казань, 2007. - 13 печ. л.
12. Памятники эпохи камня в Закамье. Казань, 2011. С. 1-180 (11,25 п.л.);

### Статьи
1. К вопросу о толерантности волжских болгар // Исторические истоки, опыт взаимодействия и толерантности народов Приуралья. - Ижевск, 2002. - С. 143-145.
2. Новые памятники раннеболгарского времени Ульяновского Поволжья // Проблемы древней и средневековой истории Среднего Поволжья. - Казань, 2002. - С. 121-127. (соавтор Семыкин Ю.А.).
3. Ранние торгово-ремесленные поселения на Волге и Каме // Средневековая Казань: возникновение и развитие. - Казань. 2000. - С. 117-121.
4. О тюркских инновациях в культуре волжских болгар (по археологическим материалам) // Аскизские древности в средневековой истории Евразии. - Казань, 2000. - С. 30-40.
5. О ранней дате Елабужского (Чертова) городища болгарской эпохи // Древняя Алабуга. - Елабуга, 2000. - С. 56-77.
6. О роли миграций и формирования этноса и культуры волжских болгар // Научное наследие А.П. Смирнова и современные проблемы археологии Волго-Камья. - М., 2000. - С. 224-231.
7. О становлении государственности Волжской Болгарии IX-XI вв. // Актуальные проблемы истории государственности татарского народа. - Казань, 2000. - С. 21-27.
8. О некоторых группах деталей поясного набора волжских болгар IX-XI вв. // Культуры евразийских степей второй половины I тысячелетия н.э. (из истории костюма). Т. 2. - Самара, 2001. - С. 170-179.
9. О причинах и последствиях миграций уральского населения на Среднюю Волгу в IX в. н.э. // Древности Поволжья и Приуралья. -Йошкар-Ола, 2001. - С. 66-71.
10. О художественном металле угров Урало-Поволжья в средневековых комплексах Восточной Европы // Archivum Eurasial Medii Aevi. - - 2000-2001. - Narrassowitz Verlag. - S. 7-24.
11. О волжско-болгарском компоненте в древностях Великого волжского пути // Великий волжский путь. - Казань, 2002. - С. 53-62.
12. О «турбаслинских» элементах в погребальном обрядности волжских болгар // Проблемы древней и средневековой истории Среднего Поволжья. - Казань, 2002. - С. 115-118.
13. Ранние болгары в Поволжье // История татар. - Казань, 2002. - С. 185-194.
14. Новые памятники раннеболгарского времени Ульяновского Поволжья // Проблемы древней и средневековой истории Среднего Поволжья. - Казань, 2002. - С. 121-127. (соавтор Семыкин Ю.А.).
15. Памятники меллятамакского типа на востоке Татарстана // Контактные зоны Евразии на рубеже эпох. - Самара, 2003. - С. 81-84.
16. Древняя история края // Элмэт-Альметьевск. - Казань, 2003. - С. 36-55. (соавтор Рафикова 3.).
17. Чиялинская культура: территория, время, истоки // Угры. Материалы VI Сибирского симпозиума. - Тобольск, 2003. - С. 79-87.
18. Исследования селища «Девичий городок» // Из археологии Поволжья и Приуралья. - Казань, 2003. - С. 97-102. (соавтор Иванова Р.Г.).
19. Исследования новых памятников раннеболгарского времени в Ульяновском Поволжье // Из археологии Поволжья и Приуралья. - Казань, 2003. - С. 114-138. (соавтор Семыкин Ю.А.).
20. Проблемы взаимодействия волжских болгар с волго-окскими финнами в IX-XIII вв. // Уваровские чтения. V. Материалы научной конференции, посвященной 1140- летию г. Мурома. - Муром, 2003. - С. 8-42.
21. Автозаводской раннеболгарский могильник на территории Ульяновска // Материалы первой научной конференции, посвященной С.Л. Сытину. - Ульяновск, 2004. - С. 207-219. (соавторы Семыкин Ю.А., Вискалин А.В.).
22. Кенотафы эпохи тюркских каганатов в низовьях р. Камы // Древности Востока. - М., 2004. - С. 76-85.
23. Постпетрогромская культура: истоки, время, территория // Четвертые Берсовские чтения. - Екатеринбург, 2004. - С. 120-128.
24. Финно-угры и индоиранский мир в средневековье // Формирование, историческое взаимодействие и культурные связи финно-угорских народов. - Йошкар-Ола, 2004. - С. 127-132.
25. Феномен средневековых миграций в лесной зоне северо-восточной Европы и его отражение в древностях Западной Сибири // Русские. Материалы VII Сибирского симпозиума. - Тобольск, 2004. - С. 271-272.
26. Волжские болгары и уральские угры: этапы взаимодействия // 125 лет Обществу археологии, истории и этнографии при Казанском университете. Проблемы историко-культурного развития Волго-Уральского региона. Часть 1. - Казань, 2004. - С. 85-93.
27. Новые материалы к проблеме интерпретации именьковских древностей // Вопросы археологии Урала и Поволжья. Вып. 2. - Самара, 2004. - С. 280-284.
28. Турбаслинско-именьковские культурные изделия Урало-Поволжья // Материалы краеведческих чтений, посвященных 135-летию Общества естествоиспытателей при КГУ, 110- летию со дня рождения М.Г. Худякова. - Казань, 2004. - С. 95-104.
29. Археологические памятники низовий реки Курналинки // Там же. С. 104-115. (соавтор Руденко К.А.).
30. Новые материалы эпохи тюркских каганатов в Закамье // Древности Поволжья: эпоха средневековья. (Исследования культурного наследия Волжской Болгарии и Золотой Орды). -Казань, 2005. - С. 22-30.
31. Детское погребение эпохи камня на востоке Татарии // Каменный век лесной зоны Восточной Европы и Зауралья. - М., 2005. - С. 274-279.
32. Нижнемарьянский могильник // Урало-Поволжская лесостепь в эпоху бронзового века. - Уфа, 2006. - С. 65-77.
33. Волжские болгары и кочевое население Урало-Поволжья VIII-IX вв.: проблемы взаимодействия // Средневековая археология евразийских степей. - Казань, 2007. - С. 118-126.
34. Индоиранское взаимодействие на культуру поволжских финнов в раннем средневековье // Влияние природной среды на развитие древних сообществ. - Йошкар-Ола, 2007. - С. 268-273.
35. Об этнокультурной ситуации в Урало-Поволжья эпохи средневековья // Пермские финны: археологические культуры и этносы. - Сыктывкар, 2007. - С. 140-144.
36. О контакте волжских болгар с огузами в X веке // Материалы Лихачевских чтений. - Казань, 2007. - С. 190-197.
37. Новый памятник эпохи тюркских каганатов у Старой Майны //Материалы Лихачевских чтений 3-5 апреля 2008 г. Казань: «Экспресс формат» , 2008. - С. 207-213 (соавтор Кожевин А.Е.).
38. Сылвенско-неволинская керамика памятников ранней Волжской Болгарии и проблемы миграции угров на Волгу в VIII-IX вв. // Finno-Ugrica. -№ 10. - - С. 24-33.
39. О ранней дате столичных домонгольской Волжской Болгарии // Finno-Ugrica. № 10. - - С. 34-39.
40. Минняровское погребение каменного века в Икско-Бельском междуречье // Тверской археологический сборник. Вып. 7. - Тверь, 2009. - С. 317-322 (соавтор Галимова М.Ш.).
41. Тетюшский могильник азелинской культуры // Материалы и исследования на средневековой археологии Восточной Европы. - Казань, 2009. - С. 31-44.
42. Коллективное погребение эпохи камня на востоке Татарстана // Древняя и средневековая археология Волго-Камья. Казань, 2009. С. 21-26.
43. Турбаслинско-именьковские комплексы Прикамья и их аналоги // Форум «Иледь-Алтай». Тезисы. Казань, 2009. С. 112-113.
44. О присутствии средневековых угров в Вятском крае // МИАП. Вып. V. Йошкар-Ола, 2010. С. 122-125.
45. К проблеме выявления этнокультурных компонентов Урало-Поволжья в предболгарское и болгарское время // Congressus XI Internationalis Fenno-ugristarum. Pilisesaba, 2010. Pars. II. C. 287-288.
46. Поясные накладки восточных болгар из Танкеевского могильника и Измерского селища // Русь и Восток в IX-XVI в. М. 2010. С. 53-61.
47. Этнокультурная ситуация IV-VII вв. н.э. в среднем Поволжье // Finno-Ugrica, №12-13. 2011. С. 8-39.
48. К типологии и хронологии тюркских древностей Волжской Болгарии IX-X вв. // Болгарский форум I. Материалы Международного форума 19-21 июня 2010 г., Болгар. Казань, 2011. С. 119-128.
49. О культурном своеобразии памятников меллятамакского типа Приуралья // Актуальные вопросы археологии Поволжья. Казань, 2012. С. С. 34-42.
50. Раннеболгарские погребальные комплексы правобережья р. Волги в системе средневековых древностей Восточной Европы // Исследования по средневековой археологии Евразии. Казань, 2012. С. 117-132.
51. Падение Хазарии и его отражение в археологических памятниках Волжской Болгарии // Вестник Удмуртского университета. История и филология. 2013. Вып. 1. С. 79-83.
52. Мадьяры и волжские болгары: этапы взаимодействия // II Международный Мадьярский симпозиум. Сборник научных трудов. Челябинск – Шадринск, 20113. С. 173-181.
53. Женское погребение со стеклянным кубком второй половины VI в. н.э. в низовьях реки Камы // Гуннский форум. Проблемы происхождения и идентификации культуры евразийских гуннов. Челябинск, 2013. С. 180-191.
54. Беговатов Е.А., Казаков Е.П., Мухаметшин Д.Г., Сингатуллина А.З. Нумизматические комплексы X века с Семеновского острова (Республика Татарстан) // Поволжская археология. 2013. № 4. С. 47-63.
55. Археологические комплексы волжских болгар IX-XI века в системе средневековых древностей Восточной Европы// Труды IV (XX) ВАС. Казань, 2014, Т. III. С. 70-73.